# Dubai Classic (snooker)
De Dubai Classic was een professioneel snookertoernooi dat tot 1996 gehouden werd. Het begon als Dubai Masters in 1988, maar vanaf 1989 telde de Dubai Classic mee voor de rankings. In 1995 werd het de Thailand Classic en verhuisde naar Bangkok, Thailand. De laatste editie was Asian Classic genoemd en gewonnen door Ronnie O'Sullivan

## Winnaars
| Seizoen                             | Winnaar           | Winnaar | Verliezend finalist | Verliezend finalist | Score |
| ----------------------------------- | ----------------- | ------- | ------------------- | ------------------- | ----- |
| Dubai Masters (non-rankingtoernooi) |                   |         |                     |                     |       |
| 1988/1989                           | Neal Foulds       | ENG     | Steve Davis         | ENG                 | 5-4   |
| Dubai Classic (rankingtoernooi)     |                   |         |                     |                     |       |
| 1989/1990                           | Stephen Hendry    | SCO     | Doug Mountjoy       | WAL                 | 9-2   |
| 1990/1991                           | Stephen Hendry    | SCO     | Steve Davis         | ENG                 | 9-1   |
| 1991/1992                           | John Parrott      | ENG     | Tony Knowles        | ENG                 | 9-3   |
| 1992/1993                           | John Parrott      | ENG     | Stephen Hendry      | SCO                 | 9-8   |
| 1993/1994                           | Stephen Hendry    | SCO     | Steve Davis         | ENG                 | 9-3   |
| 1994/1995                           | Alan McManus      | SCO     | Peter Ebdon         | ENG                 | 9-6   |
| Thailand Classic (rankingtoernooi)  |                   |         |                     |                     |       |
| 1995/1996                           | John Parrott      | ENG     | Nigel Bond          | ENG                 | 9-6   |
| Asian Classic (rankingtoernooi)     |                   |         |                     |                     |       |
| 1996/1997                           | Ronnie O'Sullivan | ENG     | Brian Morgan        | ENG                 | 9-8   |